# Mercedes-Benz Classe C
A Classe C é uma linha de modelos médio da Mercedes-Benz. Ela é oferecida em versão sedan, touring e coupe.
Foi Introduzido no mercado mundial em 1993 como um substituto para o 190, os C-Classe foram apelidados de "Baby Benz", como era o menor modelo da marca, até a chegada do Classe A em 1997. O primeiro sedã Classe C W202 foi produzido em 1 junho de 1993, a segunda geração do Classe C W203 saiu da linha de montagem em 18 de julho de 2000. A terceira geração do Classe C W204 foi lançado em 2007.
A plataforma do Classe C tem sido utilizada para vários cupês, incluindo o CLC-Class (e seu antecessor, o Classe C SportCoupé) e o cupê Classe E (e seu antecessor, o Classe CLK). Ela concorre diretamente, no Brasil, com os BMW Série 3, Audi A4 e Volvo S40 (Volvo V50).

## Primeira geração (1993-2000)

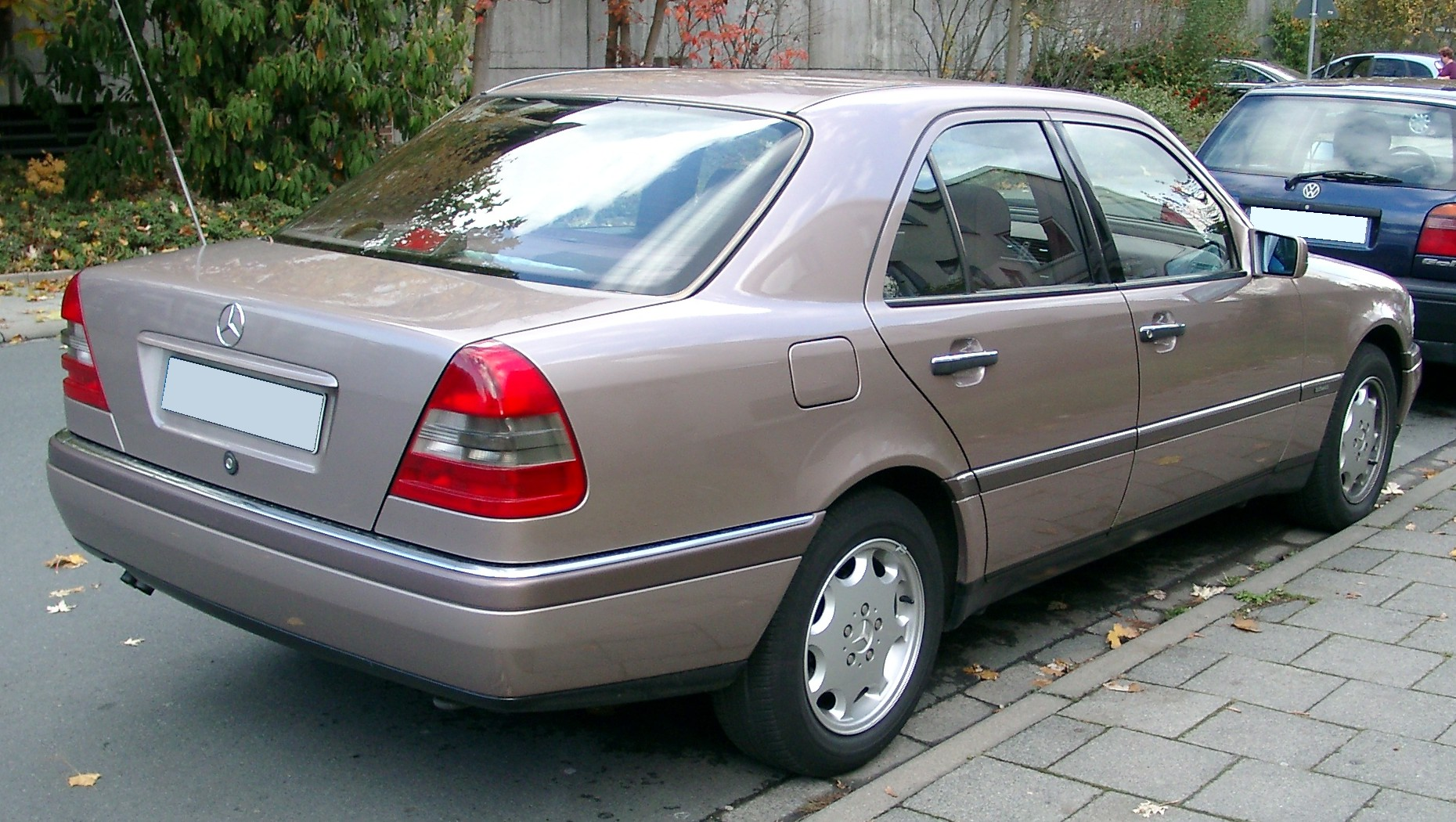

Esta primeira geração da Classe C obteve sucesso em sua categoria. Seu estilo foi herdado do antecessor, W201 (190) porém com formas mais arredondadas e suaves. Este modelo sofreu uma leve reestilização no ano de 1997.
O Mercedes-Benz W202 é um carro executivo médio que foi produzido pela montadora alemã Mercedes-Benz em 1993-2000, sob o nome de modelo da classe C. Em maio de 1993, a primeira geração Mercedes-Benz C-Class foi introduzida como substituta do 190. O sedan C-Class era o modelo básico da empresa até 1997, quando a Mercedes-Benz lançou o menor A-Class. Os temas de estilo foram herdados da série W201 anterior, mas a nova série tinha um design mais suave e arredondado do que a geração anterior do compacto Mercedes-Benz.
O desenvolvimento começou em uma nova segunda geração de 190 em outubro de 1986, com o trabalho de design iniciando em 1987 sob Bruno Sacco. Em 1988, os primeiros modelos em escala real foram construídos. Em dezembro de 1988, havia sido reduzido para dois finalistas. O design final de Olivier Boulay foi escolhido em 1989 como a proposta vencedora e o design de produção foi congelado em janeiro de 1990, sendo posteriormente patenteado em 19 de dezembro de 1990. Protótipos aproximados foram testados em 1989, com os primeiros protótipos de design de produção iniciando os testes em 1990.
Foram produzidos 1.847.382 modelos W202.

### Segurança
No lançamento, o Classe C possuía um airbag padrão para o motorista, ABS e proteção integrada contra impactos laterais; o airbag do passageiro dianteiro tornou-se padrão a partir de 1995 e, a partir do mesmo período, o controle de tração (ETS nos modelos de 4 cilindros, combinado com diferencial de deslizamento limitado (ASD) ou ASR nos modelos de 6 cilindros) estava disponível como custo extra. Em 1997, o ASR tornou-se padrão nos C 280s equipados com transmissão automática e no C 36 AMG, como ETS nos modelos de 4 cilindros, exceto no C 180 e no C 220 Diesel.
Com a reestilização de 1997, o ASR tornou-se padrão em todos os modelos, exceto nos diesel C 180 e C 220. Este último modelo continuou a oferecer o ETS disponível como custo extra. Além disso, os airbags laterais dianteiros e o Brake Brake (BAS) foram incluídos na lista de recursos de segurança padrão. Os dois modelos básicos finalmente aderiram à ASR em 1998 e, em 1999, o W202 foi o primeiro sedã compacto a oferecer ESP como padrão em toda a gama.

### Modelo AMG

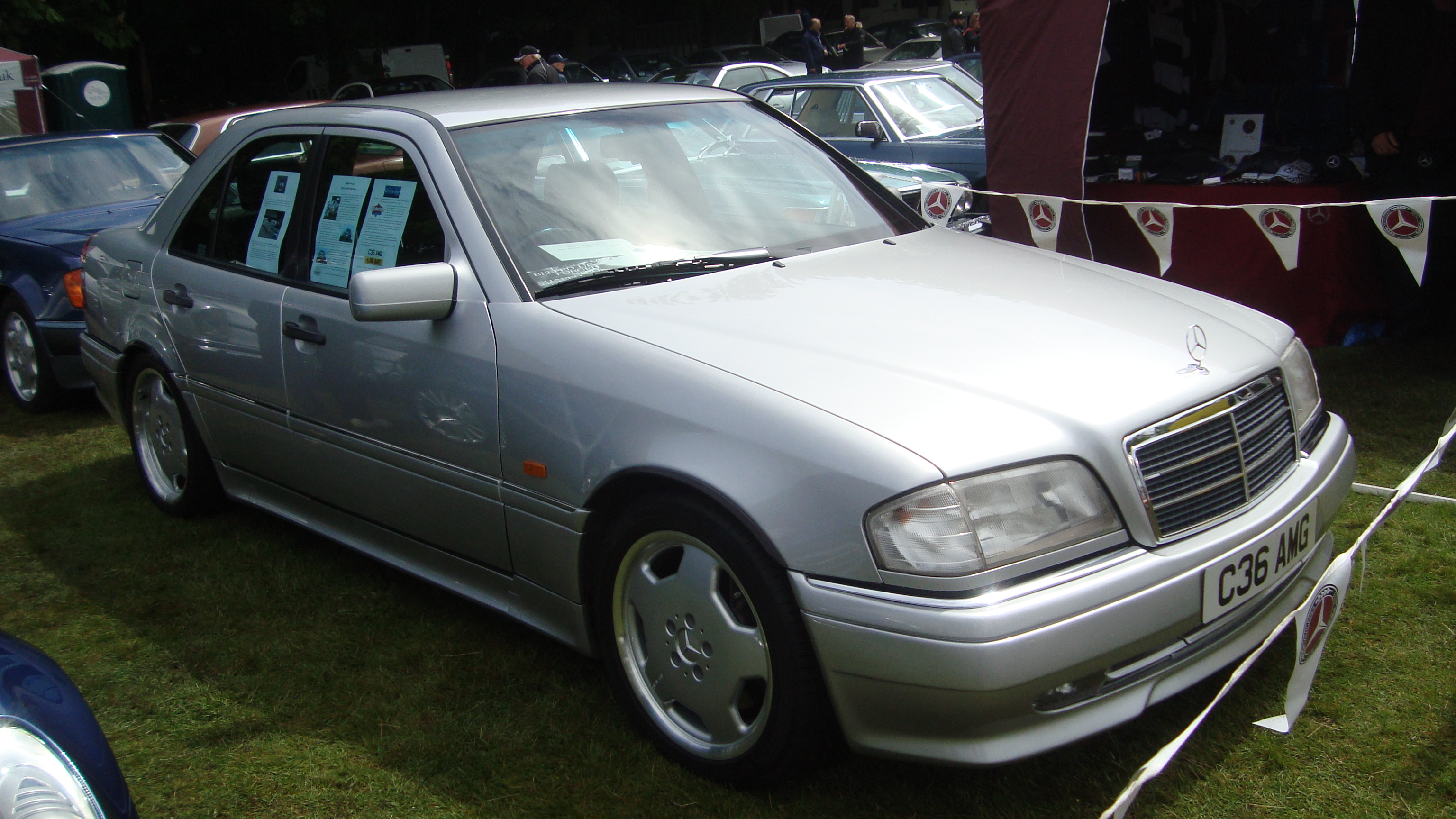
1995 Mercedes C 36 AMG

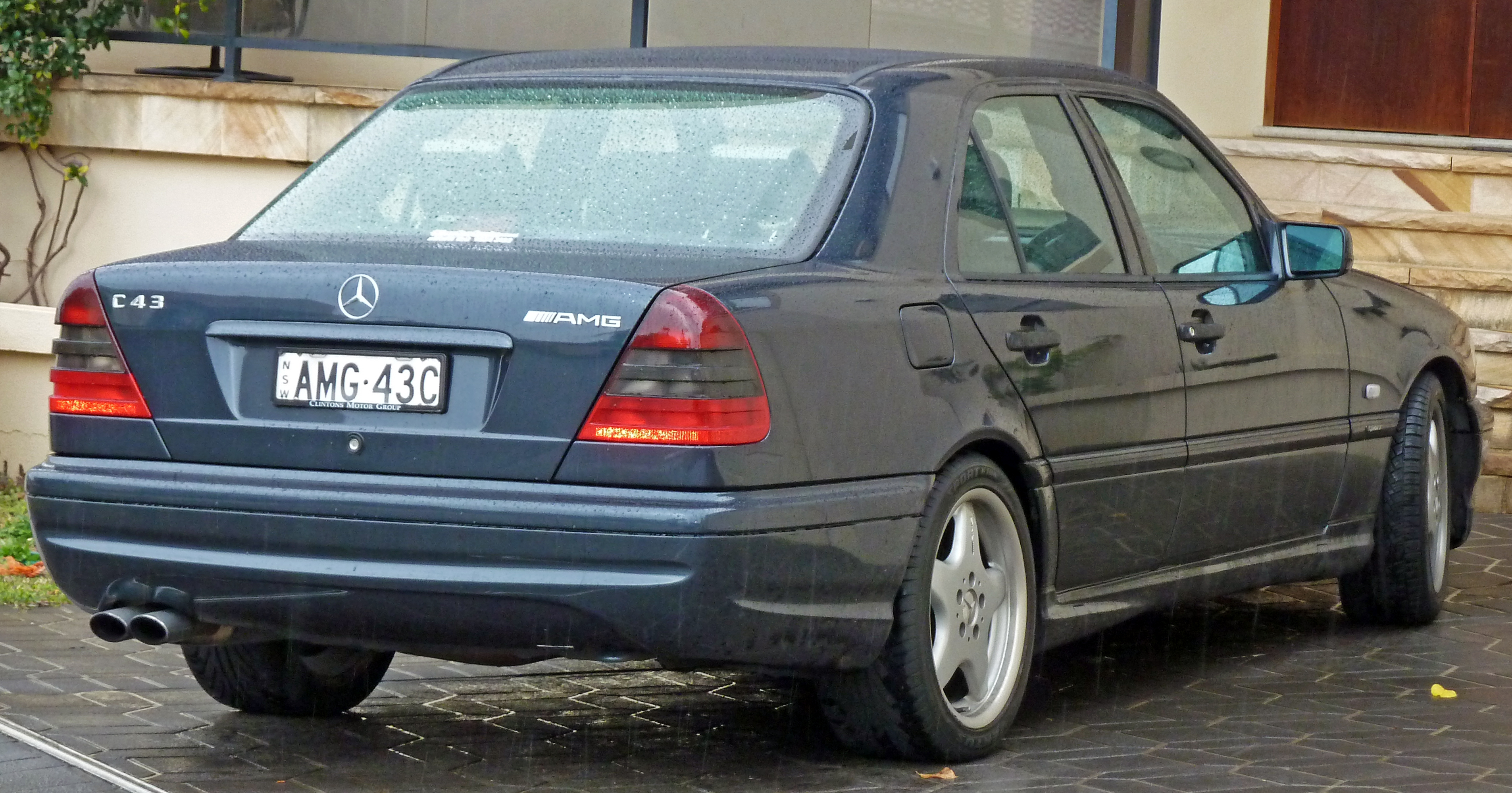
Mercedes-Benz C 43 AMG

Em 1995, a classe C recebeu seu primeiro modelo de desempenho genuíno, o C 36 AMG, para combater o novo BMW M3 de seis cilindros. Desenvolvido com a AMG, a casa de tuning que agora se tornara uma subsidiária da Daimler-Benz, possuía suspensão com regulagem de corrida (abaixada em 25 mm) e nos EUA, uma caixa de câmbio automática de quatro velocidades, seguida por um padrão caixa automática de cinco velocidades. O motor de 3.6 L produzia uma potência geral de 280 cv às 5750 rpm e 385 N⋅m às 4000 rpm. Mais tarde, a AMG admitiu que, uma vez que o motor foi montado manualmente, a potência pode variar um pouco de 276 hp a 287 hp (214 kW). O C36 AMG acelera para 97 km / h a 60 km / h a partir de uma parada em 5,8 segundos e a velocidade máxima é limitada eletronicamente a 250 km/h. A velocidade máxima ilimitada foi registrada em 272 km / h (169 mph). Apenas um total de 5200 C36 AMGs foi produzido.
No final de 1997 (modelo de 1998), a AMG lançou um novo carro-chefe da Classe C, o C 43 AMG, equipado com um V8 de 4,3 L, que agora podia atingir 310 cv a 5850 rpm, com um torque de 410 N⋅m a 3250 rpm. Ao contrário do C36, que na verdade era um C280 "pronto para vender" desmontado para ser afinado na fábrica da AMG, o C43 foi o primeiro carro AMG a ser completamente montado na fábrica da Mercedes após a aquisição da AMG pela Daimler-Benz na Alemanha. 1998. O C43 AMG pode atingir um tempo de 0 a 100 km/h em 5,7 segundos para a versão do sedan. O C43 foi o primeiro Classe C a ser equipado com um motor Mercedes-Benz V8.

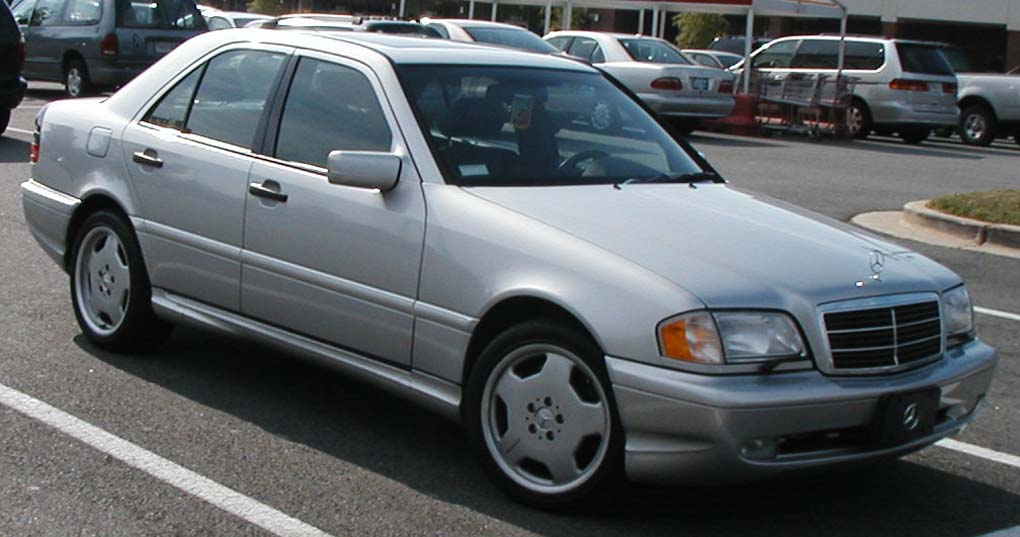
Mercedes-Benz C 43 AMG (US)

Algumas diferenças foram relatadas entre a versão de 1998 e 2000, como o software ECU na versão de 2000, que parece fornecer melhores desempenhos da caixa de velocidades e vida útil mais longa da caixa de velocidades. O modelo 2000 também oferece a capacidade de inclinar com força o volante e mudar manualmente com um portão de mudança tiptronic para todos os W202 e letras estampadas AMG nas pinças de freio (apenas C43).
O carro foi fabricado por pouco mais de dois anos - do final de 1997 à primavera de 2000, para um total de 4.200 unidades, das quais 20% são propriedades e 80% bares, com apenas 25 veículos C 43 do modelo 2000 importado para os EUA.
O C43 é alimentado por uma versão ajustada do motor M113 V8 de 4,3 litros, originalmente encontrado no modelo W210 E 430. Após modificações, este motor fornece 306 PS (225 kW; 302 hp) a 5.850 rpm, até 410 N⋅m (302 lb⋅ft) de torque a 3.250 rpm-5.000 rpm (na manivela) e até 241 hp ( 180 kW) a 6.320 rpm, medidas nas rodas. De acordo com a Mercedes-Benz, o carro pode atingir 250,5 km / h, com limitação eletrônica de velocidade e 270 km / h, sem a transmissão. A transmissão é uma versão modificada por AMG do câmbio de cinco marchas. caixa de câmbio automática (722.6) encontrada no R129 SL 500 de 1998 a 2000. As principais modificações foram feitas para obter uma caixa de câmbio mais nítida e melhor adaptada às mudanças de velocidade mais altas. O sistema de freios também foi retirado do W210 E 55 AMG.

## Segunda geração (2000-2006)
A segunda geração do Classe C foi introduzida em 2000, com um aspecto mais desportivo que a geração anterior, Com a frente inclinada e traseira curta. Suas linhas são similares ao do W220 Classe S. O sedã estreou com motores V6 a gasolina e em linha, quatro cilindros em linha e cinco a Diesel. A maioria dos motores foram herdadas do W202. Este modelo sofreu uma leva reestilização no início de ano de 2004.

## Terceira geração (2007-2014)
Este modelo sofreu uma leve reestilização no ano de 2010 para o modelo 2011.

## Quarta geração (2014-presente)
.

## Vendas
| Ano  | Brasil |
| ---- | ------ |
| 2008 | 2.023  |
| 2009 | 1.828  |
| 2010 | 3.996  |
| 2011 | 6.394  |
| 2012 | 4.579  |
| 2013 | 5.022  |
| 2014 | 4.649  |
| 2015 | 7.638  |
| 2016 | 4.485  |
| 2017 | 4.926  |
| 2018 | 5.281  |
| 2019 | 3.608  |